# Бур ла Рен
Бур ла Рен (фр. Bourg-la-Reine) је насељено место у Француској у региону Париски регион, у департману Горња Сена.
По подацима из 2011. године у општини је живело 19.982 становника, а густина насељености је износила 10685,56 становника/km².

## Демографија
| 1962.  | 1968.  | 1975.  | 1982.  | 1990.  | 2011.  |
| ------ | ------ | ------ | ------ | ------ | ------ |
| 17.694 | 18.711 | 18.221 | 18.070 | 18.499 | 19.982 |